# Kær Herred (Slesvig)
Kær Herred er også navnet på et herred i Nordjylland, se Kær Herred
Kær Herred (tysk: Karrharde) hørte i middelalderen til Ellumsyssel, og senere til Tønder Amt. Området blev tysk med krigen i 1864. Ved folkeafstemningen om grænsedragningen i 1920 hørte området til 2. zone og stemte for at forblive del af Tyskland (Medelby og Ladelund sogne stemte dog begge ca. 25% dansk).
Kær Herred nævnes i Kong Valdemars Jordebog fra 1231 som Kyærræhæreth.
I dele af Midtsletten slog sprogskiftet fra dansk (sønderjysk) til tysk først endeligt igennem efter 2. Verdenskrig. Områdets stednavne er beskrevet i Sydslesvigs Stednavne, bind 4 .
I herredet ligger følgende sogne:
- Brarup Sogn
- Enge Sogn
- Humtrup Sogn
- Karlum Sogn
- Klægsbøl Sogn
- Ladelund Sogn
- Læk Sogn
- Medelby Sogn
- Stedesand Sogn
- Sønder Løgum Sogn

Oprindeligt omfattede Kær Herred også Skovlund (i Nørre Haksted Sogn) og dele af Valsbøl